# Fritz Ask
Fritz Gustaf Ask, född den 6 juni 1876 i Lund, död där den 23 oktober 1934, var en svensk oftalmolog.
Ask blev medicine doktor i Lund 1902, docent i oftalmiatrik 1905, och erhöll 1921 professors namn. År 1928 utnämndes han till professor i oftalmiatrik. År 1903 utnämndes han till marinläkare av andra graden, 1905 till bataljonsläkare, 1917 till regementsläkare och 1927 till fältläkare. Ask är författare till en rad vetenskapliga arbeten bland annat om närsynthet, ögonadnexernas utveckling, linsluxationens patologiska anatomi, kammarvattnets och glaskroppens kemiska sammansättning, transplantationen i oftalmologin. Ask redigerade i samarbete med Albin Dalén Nordisk lärobok i oftalmiatrik (1923).
Fritz Ask var son till universitetsrektorn Carl Jacob Ask och bror till professorn i statsrätt John Adolf Ask. Han var från 1906 gift med Agnes Märta Elisabeth Nordenskjöld (född 1879, död 1963) och blev med henne far till läkaren Olof Ask. Fritz Ask är begravd på Norra kyrkogården i Lund.